# Tony Colman
Tony, egentligen Anthony John Colman, född 24 juli 1943 i Upper Sheringham i Norfolk, är en brittisk Labourpolitiker. Han var parlamentsledamot för valkretsen Putney i London från valet 1997, då han besegrade David Mellor, till 2005.